# 罗索 (海地)
罗索（法語：Roseaux，發音：[ʁozo]）是海地格朗当斯省科拉伊區的市镇，总面积216.81平方千米，2015年人口35756。